# 佐藤由須計
佐藤 由須計（さとう よしすけ、1922年〈大正11年〉5月3日 - 2015年〈平成27年〉12月28日）は、日本の法学者。中央大学名誉教授。専門は国際法。

## 略歴
新潟県新潟市（現 新潟市中央区）出身。新潟市白山尋常小学校、新潟中学校を経て、中央大学第一予科に入学、1943年（昭和18年）12月に海軍に入隊、1944年（昭和19年）に中央大学法学部法律学科を卒業。
1944年（昭和19年）12月に海軍少尉に任官、在ビルマ第17警備隊付、1945年（昭和20年）に海軍中尉に任官、1946年（昭和21年）に復員。
1947年（昭和22年）に中央大学大学院に入学、1948年（昭和23年）に中央大学大学院特選研究生となり、1953年（昭和28年）に中央大学法学部助教授に就任、1962年（昭和37年）4月に中央大学法学部教授に就任。
中央大学在外研究員として1963年（昭和38年）に欧米、1972年（昭和47年）にブラジルに留学。1967年（昭和42年）に中央大学評議員に就任、1993年（平成5年）4月に中央大学名誉教授の称号を受称。
2015年（平成27年）12月28日に老衰のため死去、93歳没。告別式は家族らで行った。

## 弟子
- 西海真樹 - 国際法学者、中央大学教授[5]。

## 友人
- 川添利幸 - 憲法学者、中央大学名誉教授、中央大学第20代学長。
- 八木國之 - 刑法学者、中央大学名誉教授。
- 山本徳栄 - 行政法学者、元中央大学教授。

## 親族
- 佐藤千春 - 長男、弁護士、民法学者、朝日大学大学院法学研究科・法学部教授。

## 著作物

### 編書
- 『国際法 重要問題と解説』石本泰雄[共編]、法学書院〈法学演習講座 16〉、1974年。

### 論文
- CiNii収録論文 - CiNii